# Lifelines (a-ha-Album)
Lifelines ist das siebte Studioalbum der norwegischen Popband a-ha, das im April 2002 erschien.

## Entstehung und Veröffentlichung
Die Erstveröffentlichung von Lifelines erfolgte am 2. April 2002 bei WEA Records. Das Album erschien zunächst nur in Russland (Katalognummer: 0927 44849-2), wurde aber noch im gleichen Monat weltweit veröffentlicht. Das Album erschien in seiner Originalausführung als CD mit 15 Titeln (Katalognummer: 0927448492). In Japan (Katalognummer: WPCR-11237) und Russland (Katalognummer: 0927 44849-2) erschien das Album mit drei Bonustiteln. Am 27. September 2019 erschien es erstmals als LP-Ausführung (Katalognummer: 9029591062).
Geschrieben wurden die Lieder von den a-ha-Mitgliedern Magne Furuholmen, Morten Harket und Pål Waaktaar-Savoy, in verschiedenen Konstellationen, manche Titel auch alleine von einem der dreien. Beim Schreibprozess einiger Lieder stand der Band auch Koautor Ole Sverre Olsen zur Seite. Produziert wurden die Lieder von Michael Brauer, Ian Caple, Stephen Hague, Martin Landquist, Clive Langer und Alan Winstanley.

## Titelliste
1. Lifelines – 4:17 (Furuholmen)
2. You Wanted More – 3:39 (Text: Furuholmen, Morten Harket/Musik: Furuholmen)
3. Forever Not Yours – 4:06 (Text: Harket, Ole Sverre-Olsen/Musik: Furuholmen, Harket)
4. There’s a Reason for It – 4:21 (Paul Waaktaar-Savoy)
5. Time & Again – 5:03 (Waaktaar-Savoy)
6. Did Anyone Approach You? – 4:10 (Waaktaar-Savoy)
7. Afternoon High – 4:30 (Waaktaar-Savoy)
8. Oranges on Appletrees – 4:16 (Text: Furuholmen, Harket/Musik: Furuholmen)
9. A Little Bit – 4:10 (Waaktaar-Savoy)
10. Less Than Pure – 4:13 (Waaktaar-Savoy)
11. Turn the Lights Down – 4:14 (Furuholmen/Harket)
12. Cannot Hide – 3:19 (Text: Harket, Sverre-Olsen/Musik: Harket, Martin Landquist)
13. White Canvas – 3:27 (Furuholmen)
14. Dragonfly – 3:19 (Furuholmen)
15. Solace – 4:20 (Furuholmen)

Bonustitel
1. Differences (Demo) – 2:49
2. Hunting High and Low (Live) – 7:08
3. Manhattan Skyline (Live) – 6:13

## Singleauskopplungen
| Jahr | Titel                    | Höchstplatzierung, Gesamtwochen, AuszeichnungChartplatzierungen (Jahr, Titel, , Platzierungen, Wochen, Auszeichnungen, Anmerkungen) | Höchstplatzierung, Gesamtwochen, AuszeichnungChartplatzierungen (Jahr, Titel, , Platzierungen, Wochen, Auszeichnungen, Anmerkungen) | Höchstplatzierung, Gesamtwochen, AuszeichnungChartplatzierungen (Jahr, Titel, , Platzierungen, Wochen, Auszeichnungen, Anmerkungen) | Höchstplatzierung, Gesamtwochen, AuszeichnungChartplatzierungen (Jahr, Titel, , Platzierungen, Wochen, Auszeichnungen, Anmerkungen) | Höchstplatzierung, Gesamtwochen, AuszeichnungChartplatzierungen (Jahr, Titel, , Platzierungen, Wochen, Auszeichnungen, Anmerkungen) | Anmerkungen                              |
| Jahr | Titel                    | DE | AT | CH | UK | NO | Anmerkungen                              |
| ---- | ------------------------ | --- | --- | --- | --- | --- | ---------------------------------------- |
| 2002 | Forever Not Yours        | DE18 (9 Wo.)DE | AT31 (10 Wo.)AT | CH26 (19 Wo.)CH | — | NO1 (7 Wo.)NO | Erstveröffentlichung: 29. März 2002      |
| 2002 | Lifelines                | DE32 (6 Wo.)DE | — | — | UK78 (1 Wo.)UK | NO18 (3 Wo.)NO | Erstveröffentlichung: 8. Juli 2002       |
| 2002 | Did Anyone Approach You? | DE67 (3 Wo.)DE | — | — | — | — | Erstveröffentlichung: 20. September 2002 |

## Rezensionen
AllMusic schrieb, das Album weise im Vergleich zum letzten Album deutliche Unterschiede auf, sei aber „unbestreitbar A-Ha“. Sie vergab drei von fünf Sternen.

## Kommerzieller Erfolg

### Chartplatzierungen
| ChartsChartplatzierungen     | Höchstplatzierung | Wochen |
| ---------------------------- | ----------------- | ------ |
| Deutschland (GfK)            | 1 (26 Wo.)        | 26     |
| Norwegen (IFPI)              | 1 (25 Wo.)        | 25     |
| Österreich (Ö3)              | 2 (7 Wo.)         | 7      |
| Schweiz (IFPI)               | 6 (14 Wo.)        | 14     |
| Vereinigtes Königreich (OCC) | 67 (1 Wo.)        | 1      |

| ChartsJahrescharts (2002) | Platzierung |
| ------------------------- | ----------- |
| Deutschland (GfK)         | 23          |
| Schweiz (IFPI)            | 99          |

### Auszeichnungen für Musikverkäufe
| Land/Region        | Auszeichnungen für Musikverkäufe (Land/Region, Auszeichnung, Verkäufe) | Verkäufe |
| ------------------ | ---------------------------------------------------------------------- | -------- |
| Deutschland (BVMI) | Gold                                                                   | 150.000  |
| Insgesamt          | 1× Gold ·                                                              | 150.000  |